# Gagybátor
Gagybátor is een plaats (falu) en gemeente in het Hongaarse comitaat Borsod-Abaúj-Zemplén. Gagybátor telt 296 inwoners (2001).